# Юніорський чемпіонат України з футболу
Всеукраїнські змагання з футболу серед команд юніорів (U–19) (Всеукраїнська ліга юніорів) — футбольні змагання в Україні для футболістів віком до 19 років серед клубів, які не беруть участі в чемпіонаті U-19 клубів Прем'єр-ліги. На цій підставі часто використовується назва Чемпіонат U-19 (Перша ліга). Спільний проєкт Української асоціації футболу, Професіональної футбольної ліги та Дитячо-юнацької футбольної ліги України.

## Передумови
Станом на 2016 рік в Україні діяло кілька десятків футбольних шкіл, які виступали в ДЮФЛ. Там змагалися футболісти до 17-річного віку. Однак пізніше юнакам було важко розвиватися, бо не у всіх областях були професійні команди, а змагання U-19 існувало тільки для команд Прем'єр-ліги. Юніорський чемпіонат України покликаний бути перехідною ланкою між дитячо-юнацьким і професійним футболом.

## Регламент
Чемпіонат України з футболу серед юніорських команд поділений на кілька груп, в кожній підгрупі учасники грають між собою у два кола (вдома та на виїзді). За підсумками групового турніру та стикових матчів найкращі команди виходять у фінальний етап змагань.

### Сезон 2016/17
У турнірі мали право грати юнаки 1998 р.н. і молодші. У турнірі брали участь 18 юніорських команд, учасників було розбито на дві групи. Фінальний етап змагань відбувся 7–10 червня 2017 року на Закарпатті в с. Поляна.

### Сезон 2017/18
У турнірі мали право грати юнаки 1999 р.н. і молодші. У турнірі брали участь 28 юніорських команд, учасників було розбито на три групи. Фінальний етап змагань відбувся 10–11 червня 2018 року в Чернівцях.

### Сезон 2018/19
У турнірі мали право грати юнаки 2000 р.н. і молодші. У турнірі брали участь 37 юніорських команд, учасників було розбито на чотири групи. Фінальний етап змагань відбувся 7–9 червня 2019 року в місті Умань (Черкаська область).

### Сезон 2019/20
У турнірі мали право грати юнаки 2001 р.н. і молодші. У турнірі брали участь 36 юніорських команд, учасників було розбито на чотири групи. Фінальний етап змагань не відбувся у зв'язку із пандемією COVID-19.

### Сезон 2020/21
У турнірі мали право грати юнаки 2002 р.н. і молодше. У турнірі брали участь 31 юніорських команда, учасників було розбито на чотири групи. Фінальний етап змагань відбувся 3–5 червня 2021 року в місті Умань.

### Сезон 2021/22
У турнірі мали право грати юнаки 2003 р.н. і молодші. У турнірі брали участь 36 юніорських команд, учасників було розбито на чотири групи. Фінальний етап змагань не відбувся через повномасштабне російське вторгнення в Україну.

### Сезон 2022/23
Було поєднано зі змаганнями ДЮФЛУ U-17. До фіналу пройшли команди Рух U-17 і Шахтар U-17.

### Сезон 2023/24
У турнірі мали право грати юнаки 2005 р.н. і молодше. У турнірі брали участь 21 юніорська команда, учасників було розбито на три групи. Фінальний етап змагань відбувся 7–9 червня 2024 року в Щасливому (Київська область).

### Сезон 2024/25
У турнірі мали право грати юнаки 2006 р.н. і молодше. У турнірі брали участь 24 юніорських команд, учасників було розбито на три групи. Фінальний етап змагань відбувся 2–3 червня 2025 року в Чернівцях.

## Усі переможці
| Рік     | Переможець | 2 місце | 3 місце |
| 2016/17 | «Черкаський Дніпро» U-19 | ФК «Львів» U-19 | «УФК-Олімпік» (Харків) U-19 |
| 2017/18 | «Оболонь-Бровар» U-19 | «Черкаський Дніпро» U-19 | «Буковина» U-19 |
| 2018/19 | «Дніпро-1» U-19 | «Авангард» (К) U-19 | «Колос» (К) U-19 |
| 2019/20 | Через пандемією COVID-19 сезон завершено достроково без визначення призерів                                                                                                   | Через пандемією COVID-19 сезон завершено достроково без визначення призерів                                                                                                   | Через пандемією COVID-19 сезон завершено достроково без визначення призерів                                                                                                   |
| 2020/21 | «Авангард» (Х) U-19 | «Любомир» U-19 | «Прикарпаття» U-19 |
| 2021/22 | Через повномасштабне російське вторгнення в Україну сезон завершено достроково без визначення призерів. В результаті і наступний сезон в традиційному форматі було скасовано. | Через повномасштабне російське вторгнення в Україну сезон завершено достроково без визначення призерів. В результаті і наступний сезон в традиційному форматі було скасовано. | Через повномасштабне російське вторгнення в Україну сезон завершено достроково без визначення призерів. В результаті і наступний сезон в традиційному форматі було скасовано. |
| 2022/23 | Через повномасштабне російське вторгнення в Україну сезон завершено достроково без визначення призерів. В результаті і наступний сезон в традиційному форматі було скасовано. | Через повномасштабне російське вторгнення в Україну сезон завершено достроково без визначення призерів. В результаті і наступний сезон в традиційному форматі було скасовано. | Через повномасштабне російське вторгнення в Україну сезон завершено достроково без визначення призерів. В результаті і наступний сезон в традиційному форматі було скасовано. |
| 2023/24 | «Динамо» (К) U-19 | «Нива» (В) U-19 | «Інгулець» U-19 |
| 2024/25 | «Динамо» (К) U-19 | «Буковина» U-19 | «Полісся» (Ж) U-19 |

### Призери
| Клуб                                  | Чемпіон | 2-е місце | 3-є місце | 4-е місце |
| ------------------------------------- | ------- | --------- | --------- | --------- |
| «Динамо» (Київ) U-19                  | 2       | 0         | 0         | 0         |
| «Черкаський Дніпро» U-19              | 1       | 1         | 0         | 0         |
| «Оболонь-Бровар» U-19                 | 1       | 0         | 0         | 1         |
| «Дніпро-1» U-19                       | 1       | 0         | 0         | 0         |
| «Авангард» (Харків) U-19              | 1       | 0         | 0         | 0         |
| «Буковина» U-19                       | 0       | 1         | 1         | 0         |
| ФК «Львів» U-19                       | 0       | 1         | 0         | 0         |
| «Авангард» (Краматорськ) U-19         | 0       | 1         | 0         | 0         |
| «Любомир» (Ставище) U-19              | 0       | 1         | 0         | 0         |
| «Нива» (Вінниця) U-19                 | 0       | 1         | 0         | 0         |
| «УФК-Олімпік» (Харків) U-19           | 0       | 0         | 1         | 0         |
| «Колос» (Ковалівка) U-19              | 0       | 0         | 1         | 0         |
| «Прикарпаття» (Івано-Франківськ) U-19 | 0       | 0         | 1         | 0         |
| «Інгулець» U-19                       | 0       | 0         | 1         | 0         |
| «Полісся» U-19                        | 0       | 0         | 1         | 0         |
| «Барса» U-19                          | 0       | 0         | 0         | 1         |
| «Волинь» U-19                         | 0       | 0         | 0         | 1         |
| ХДВУФК №1 (Харків) U-19               | 0       | 0         | 0         | 1         |
| «Кривбас» U-19                        | 0       | 0         | 0         | 1         |
| «Поділля» (Хмельницький) U-19         | 0       | 0         | 0         | 1         |

| Клуб                           | Переможець | 2-е місце |
| ------------------------------ | ---------- | --------- |
| «Буковина» U-19                | 3          | 2         |
| «Черкаський Дніпро» U-19       | 2          | 1         |
| «Оболонь-Бровар» U-19          | 2          | 0         |
| «Динамо» (Київ) U-19           | 2          | 0         |
| «Кривбас» U-19                 | 1          | 1         |
| «Інгулець» U-19                | 1          | 1         |
| «Поділля» (Хмельницький) U-19  | 1          | 1         |
| «Дніпро-1» U-19                | 1          | 0         |
| ФК «Львів» U-19                | 1          | 0         |
| ФК «Петриківка» U-19           | 1          | 0         |
| «ДЮСШ-15» (Київ) U-19          | 1          | 0         |
| «Авангард» (Харків) U-19       | 1          | 0         |
| «Нива» (Вінниця) U-19          | 1          | 0         |
| «Металург» (Запоріжжя) U-19    | 1          | 0         |
| «Колос» (Ковалівка) U-19       | 0          | 2         |
| «Авангард» (Краматорськ) U-19  | 0          | 1         |
| «УФК-Олімпік» (Харків) U-19    | 0          | 1         |
| «Барса» U-19                   | 0          | 1         |
| «Волинь» U-19                  | 0          | 1         |
| «Ніка» (Івано-Франківськ) U-19 | 0          | 1         |
| «Прикарпаття» U-19             | 0          | 1         |
| «Любомир» U-19                 | 0          | 1         |
| «Гірник» (Кривий Ріг) U-19     | 0          | 1         |
| ХДВУФК №1 (Харків) U-19        | 0          | 1         |
| «Ніка» (Київ) U-19             | 0          | 1         |
| «Локомотив» (Київ) U-19        | 0          | 1         |